# Dowlat Abad
Dowlat Abad  est un quartier du sud de Téhéran. Il est desservi depuis 2019 par la station du même nom, terminus de la ligne 6 du métro de Téhéran.